# Кашицкий, Люциан
Люциан Мариан Кашицкий (пол. Lucjan Kaszycki; 27 сентября 1932, Краков — 5 мая 2021, Варшава, Польша) — польский композитор, аранжировщик, журналист, музыкальный педагог, профессор. Заслуженный деятель культуры Польши.

## Биография
Окончил Краковскую государственную высшую школу музыки, где изучал композицию у Станислава Веховича. Уже во время учёбы начал сочинять музыку.
В 1954—1958 годах работал музыкальным руководителем в театре «Гротеск» в Кракове. Создал ряд сочинений, был отмечен на Международном конкурсе композиторов за симфоническое скерцо, а также получил вторую премию за сочинение «Пассакалия», написанную для большого симфонического оркестра.
Позже работал учителем в музыкальной школе, стал профессором композиции в альма матер, а с 1974 года также преподавал джаз и лёгкую музыку в Музыкальном университете им. Шопена в Варшаве. Среди его учеников Анджей Зарыцкий. 
Автор музыки для театра и кино, кроме того написал множество хитов. Песня Pamiętasz, była jesień… (Ты помнишь, была осень…) на слова Анджея Чекальского и Рышарда Плучиньского, написанная для фильма Войцеха Ежи Хаса "Прощание" в 1958 году, стала очень популярной. Его пронзительно спела Слава Пшибыльская, а затем многие известные польские певицы.
Написал музыку примерно к 150 театральным постановкам (поставленным, в том числе, в театрах Кракова, Варшавы , Гдыни , Познани) и более чем к 40 фильмам, в том числе «Гангстеры и филантропы» (1962), «Как быть любимой» (1963).
Автор музыки для песен на стихи Джорджа Байрона , Шекспира , Франсуа Вийона и др.
В 1967—1972 годах руководил Органной группой Польского радио в Кракове .